# Gustaf Queckfeldt
Gustaf Gustafsson Queckfeldt, född 7 februari 1628 i Nyköping, död 11 december 1712 i Nässjö församling, Jönköpings län, var en svensk ämbetsman.

## Biografi
Gustaf Queckfeldt föddes 1628 i Nyköping. Han var son till landsbokhållaren Gustaf Svensson och Helena Larsdotter. Queckfeldt blev 1638 student vid Strängnäs trivialskola, 1640 vid Katedralskolan och i december 1645 vid Uppsala universitet. Han avlade 4 december 1655 juris kandidatexamen vid Oxfords universitet och avlade 22 februari 1656 juris doktor. Queckfeldt blev i april 1659 sekreterare i kungliga kansliet och 8 november 1662 assessor i Göta hovrätt. Han adlades 8 april 1675 till Queckfeldt och fick 18 januari 1679 sluta vid hovrätten. Queckfeldt började åter vid hovrätten 8 oktober 1679 och ätten Queckfeldt introducerades i Sveriges Riddarhus 1682 som nummer 979. Han avsattes  som assessor 23 maj 1683 och blev i april 1685 hovråd åt drottning Kristina och överintendent i Norrköping fram till hennes död 1689. Queckfeldt avled 1712 på Insberg i Nässjö församling och begravdes 19 december samma år i Nässjö kyrka.
Queckfeldt ägde gårdarna Ingsberg i Nässjö socken, Kvicksta i Toresunds socken och Åby i Toresunds socken.

### Familj
Queckfeldt gifte sig första gången 1664 med Elsa Beata Dachsberg (död 1676), dotter av översten David Dachsberg och Regina von Kanten. De fick tillsammans barnen Helena Queckfeldt som var gift med en Nauckhoff och Engel Maria Queckfeldt (1674–1739) som var gift med löjtnanten Jakob Julius Renath.
Queckfeldt gifte sig andra gången 30 november 1685 på Ingsberg med Anna Maria Slatte (död 1723), dotter av översten Erik Slatte och Sofia Beata Skytte af Duderhof. De fick tillsammans barnen Anna Catharina Queckfeldt (1687–1751) som var gift med fänriken Johan Lundbom, generallöjtnanten Erik Gustaf Queckfeldt (1688–1776), överstelöjtnanten Jakob Johan Queckfeldt (1690–1763), Carl Fredrik Queckfeldt (1693–1710), Beata Sofia Queckfeldt (1694–1754) som var gift med fänriken Johan Löfving, Gunilla Elisabet Queckfeldt (1696–1697), Gunilla Queckfeldt (1697–1709) och Nils Gabriel Queckfeldt (född 1700).